# Steffie van der Peet
Steffie van der Peet (Den Haag, 10 september 1999) is een Nederlands baanwielrenster.

## Carrière
In 2016 won Van der Peet samen met Hetty van de Wouw de teamsprint bij het Europese kampioenschap baanwielrennen voor junioren. Tijdens de Europese kampioenschappen baanwielrennen voor elite in 2019 behaalde ze een derde plaats op het zelfde onderdeel. In 2022 wist ze twee gouden medailles te winnen op het Nederlands kampioenschap baanwielrennen, op de onderdelen sprint en keirin.

## Palmares
| Jaar        | NK                             | EK                  | WK          | Overige                |             |
| Als juniore | Als juniore                    | Als juniore         | Als juniore | Als juniore            | Als juniore |
| ----------- | ------------------------------ | ------------------- | ----------- | ---------------------- | ----------- |
| 2016        | keirin · sprint · 500m tijdrit | teamsprint · keirin |             |                        |             |
| 2017        |                                | sprint              | keirin      |                        |             |
| Als belofte |                                |                     |             |                        |             |
| 2018        |                                | keirin              |             |                        |             |
| 2019        |                                | teamsprint · keirin |             |                        |             |
| 2020        |                                |                     |             |                        |             |
| 2021        |                                | 500m tijdrit        |             |                        |             |
| Als elite   |                                |                     |             |                        |             |
| 2016        | teamsprint                     |                     |             |                        |             |
| 2017        | keirin · teamsprint            |                     |             |                        |             |
| 2018        | sprint · keirin · teamsprint   |                     |             |                        |             |
| 2019        | keirin · sprint · 500m tijdrit | teamsprint          |             |                        |             |
| 2020        |                                |                     |             |                        |             |
| 2021        | 500m tijdrit · sprint          | teamsprint          |             |                        |             |
| 2022        | keirin · sprint                | teamsprint          | keirin      |                        |             |
| 2023        |                                | teamsprint          |             |                        |             |
| 2024        |                                | teamsprint          | teamsprint  |                        |             |
| 2025        |                                | teamsprint · keirin |             | NC Konya: · teamsprint |             |

## Documentaire
In 2024 verscheen de documentaire Road to Paris: De droom van Steffie, waarin Van der Peet ruim anderhalf jaar gevolgd werd op haar weg naar kwalificatie voor de Olympische Spelen in Parijs 2024.   